# Pandanus furcatus
 (juillet 2025).
Espèce

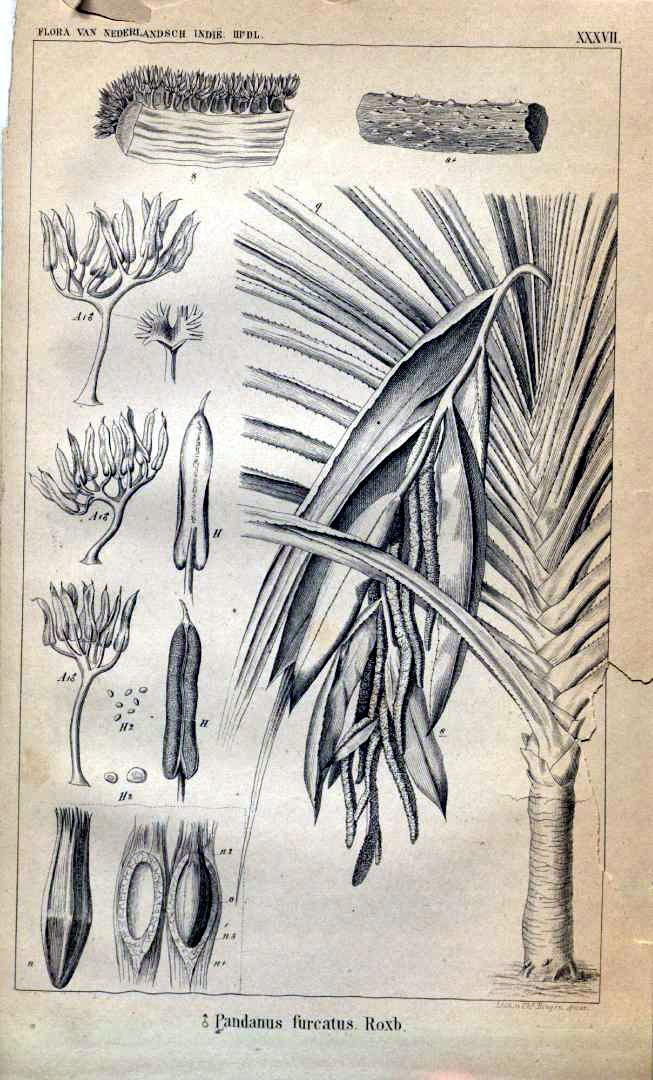

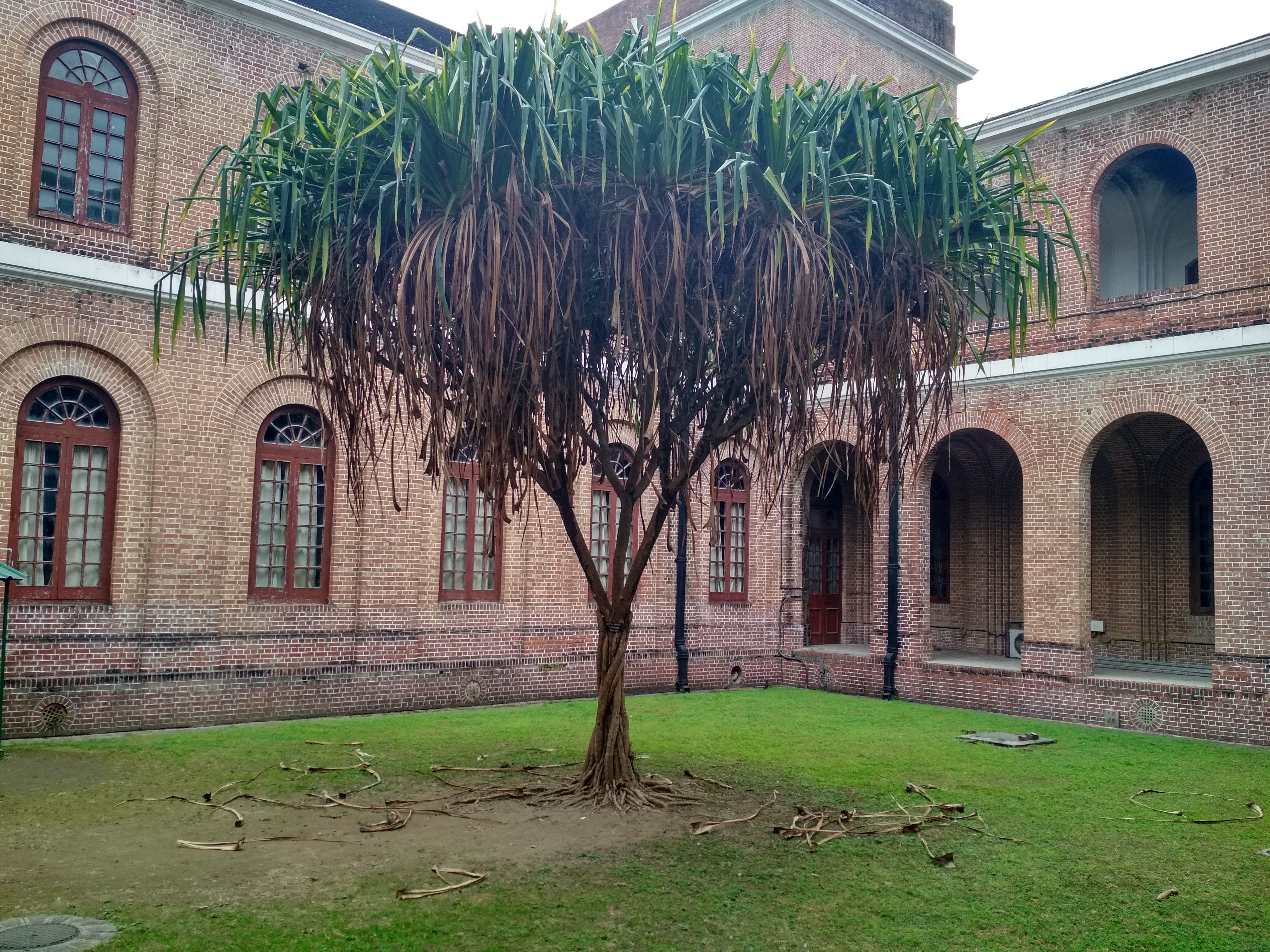
Pandanus furcatus (Dehradun, Inde).

Pandanus furcatus est une espèce de plantes à fleurs de la famille des Pandanaceae. Son aire de répartition naturelle s'étend du Népal à l'Indochine occidentale. Il s'agit d'un arbuste ou d'un arbre qui pousse principalement dans le biome subtropical.

## Description
Il pousse lentement pour devenir un grand arbre ramifié, atteignant environ 17 m à maturité, et perché sur des racines.
La couronne est composée de feuilles linéaires de 5 m de long, vert pâle, avec des bords finement dentelés, atteignant rarement 6 m de long (dépassées dans le genre uniquement par Pandanus laxespicatus). Les spathes coriaces sont jaune doré ; les plus basses sont les plus grandes et mesurent environ 1 m de long. Elles donnent naissance à des fruits coniques de 15 à 25 cm de long, orange vif à rouge à maturité, composés de nombreuses drupes à cinq ou six angles ; ils sont comestibles et sucrés.
Cette espèce a été décrite pour la première fois par William Roxburgh en 1814 dans « Hortus Bengalensis », à partir d'un spécimen poussant dans le jardin botanique de la Compagnie des Indes orientales à Calcutta. Quelque deux siècles plus tard, elle est devenue une plante très appréciée dans les jardins des climats froids, bien qu'elle soit également cultivée dans les régions tropicales et subtropicales. L'arbre à partir duquel Matilda Smith a réalisé la planche en couleurs a été acquis en 1888 par les jardins botaniques royaux de Kew auprès d'un pépiniériste de Gand, qui pensait qu'il provenait de Madagascar. 

## Répartition et habitat
Pandanus furcatus' est originaire du Sikkim Himalaya du nord-est de l'Inde, du Bhoutan et du Népal, de la Malaisie, de l'Indonésie et de l'Afrique occidentale, et pousse sur les pentes humides et ombragées des ravins entre 300 et 1 500 m d'altitude. Comme on peut s'y attendre, il résiste au froid et tolère les gelées légères occasionnelles. 

## Ethnobotanique
Le « Lepet de Java » préparé spécialement pour l'Aïd al-Fitr à Jakarta est enveloppé dans des feuilles, connues localement sous le nom de « jelutuk » Les Malais du sous-district de Meliau appellent cette plante « ledang » et l'utilisent pour emballer les aliments. Les fruits et les graines sont consommés dans une grande partie de son aire de répartition comme aliment ou médicament, tandis que les racines sont consommées pour leurs vertus médicinales,. Des extraits des feuilles, des tiges et des racines sont utilisés en Inde pour traiter la dysenterie.
Le peuple Serampas de Sumatra appelle cette plante « pandan singkil » et la cultive près des habitations pour éloigner les esprits malveillants. 
Dans de nombreuses régions de son aire de répartition, cette plante est utilisée pour fabriquer des nattes ou pour d'autres travaux de tissage et son utilisation en Chine (où le synonyme Pandanus urophyllus est couramment utilisé) comme matériau textile ou fibreux pour le tissage s'étend à la couverture des toits, ainsi qu'à diverses applications culturelles. Les feuilles de pandanus sont utilisées pour tisser des nattes, des cordes, des matériaux de construction, des chapeaux et des sacs de transport. Chez les Orang Rimba, la plante est appelée « Mengkuang ladang » et son utilisation textile s'étend à la fabrication d'étuis « sumpit » destinés à contenir du tabac ou des cigarettes. Sa culture à des fins textiles est signalée dans certaines parties de son aire de répartition où il ne produit pas de fruits, où il peut être appelé « iro'ut » ou « pandan kowang » dans la « régence de Seram oriental » en Indonésie.
Connu sous le nom de Cangkuang en langue sundanaise, il est également utilisé à des fins rituelles, dans ce contexte, il donne son nom au temple Cangkuang.

## Dénominations
Pandanus furcatus a pour nom commun Pandan Atono, également connu sous le nom de Korr, Pandan ou Pandanus de l'Himalaya/Népal (du nom de la disposition en spirale de ses feuilles phyllotaxie).[réf. nécessaire]

## Systématique
Le nom correct complet (avec auteur) de ce taxon est Pandanus furcatus Roxb..
Pandanus furcatus a pour synonymes :
- Barrotia diodon Gaudich.
- Pandanus crassipes Wall.
- Pandanus crassipes Wall. ex Balf.f.
- Pandanus diodon (Gaudich.) Martelli
- Pandanus furcatus var. indica Kurz
- Pandanus furcatus var. macrocarpus Schaedtler
- Pandanus horridus Reinw.
- Pandanus horridus Reinw. ex Blume
- Pandanus nepalensis H.St.John
- Pandanus spinifructus Dennst.
- Rykia furcata (Roxb.) DeVriese
- Rykia furcata (Roxb.) de Vriese